# ダニエル・メイヤー (工学者)

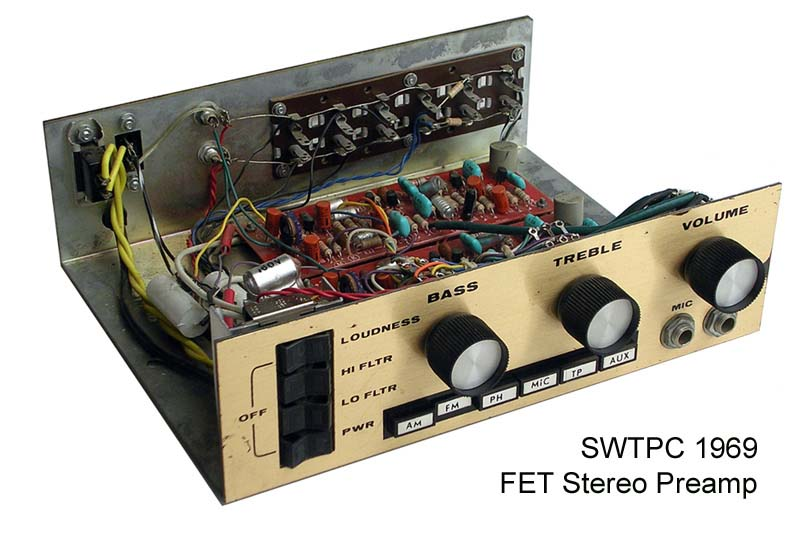
ダニエル・メイヤーが設計したステレオプリアンプ。『ポピュラーエレクトロニクス』1969年5月号に掲載された。

ダニエル・"ダン"・メイヤー（Daniel "Dan" Meyer、1932年2月6日 - 1998年5月16日）は、アメリカ合衆国の電気工学者、著述家、実業家である。サウスウェスト・テクニカル・プロダクツ・コーポレーション（SWTPC）を設立し、電子工作キットのビジネスを確立させた。

## 生涯
彼はテキサス州ニューブローンフェルズで生まれ、サンマルコスで育った。1957年にサウスウェストテキサス州立大学で数学と物理学の学士号を取得した。大学卒業後、サンアントニオに移り住み、サウスウエスト・リサーチ・インスティテュートの電気工学部門の研究者となった。
この頃から、彼はホビイスト向けの電子工作の記事を書き始めた。初めての記事は『エレクトロニクスワールド』1960年5月号に掲載され、その後『ラジオ＝エレクトロニクス』誌では1962年10月と11月号の2号続けて表紙記事となった。『ポピュラーエレクトロニクス』1963年3月号では、彼が設計した超音波聴取装置が表紙を飾った。彼が設計した電子工作では、プリント基板や、一般の電子部品店では手に入らない特殊な部品を必要とすることが多かった。彼は読者向けにプリント基板や部品の販売を行った。
ダン・メイヤーは、『ポピュラーエレクトロニクス』誌の読者向けの回路基板や部品の販売にビジネスチャンスを見出した。1964年1月、彼はサウスウエスト・リサーチ・インスティテュートを退職し、電子工作キットの会社、ダニエル・E・メイヤー・カンパニー(DEMCO)を設立した。彼はその後も記事の執筆を続け、テキサス州サンアントニオの自宅のガレージでキットの通信販売のビジネスを運営していた。1965年までには、彼はルー・ガーナーなどの他の執筆者が設計したキットも取り扱うようになった。1967年にはドン・ランカスターの"IC-67 Metal Locator"のキットを販売した。1967年初頭、彼は会社を自宅からサンアントニオの約1万2千平方メートルの敷地に建てた新しい建物に移転した。その年の秋に、社名をDEMCOからサウスウェスト・テクニカル・プロダクツ・コーポレーション(SWTPC)に変更した。
雑誌の記事を元にしたキットを販売するというコンセプトは、ラジオの初期の頃からあったが、彼はこのプロセスを完成させた。1967年の『ポピュラーエレクトロニクス』誌にはダン・メイヤーの記事が6本、ドン・ランカスターの記事が4本掲載されていた。その年の表紙記事のうち7つはSWTPCが販売したキットが取り上げられていた。1966年から1971年の間にSWTPCの執筆者は64本の記事を書き、ポピュラーエレクトロニクス誌で25回表紙を飾った（ドン・ランカスターだけで23本の記事を書き、表紙に10回掲載された）。『サンアントニオ・エクスプレス・ニュース』紙は1972年11月にSWTPC社の特集記事を掲載した。それには、「メイヤーはゼロから通販ビジネスを始め、6年間で100万ドル以上の売り上げを記録するまでになった」とある。同社はかつては、1,700平方メートルの建物から1日に100個のキットを出荷していた。
最初の10年間でSWTPC社で最も人気のあった製品はオーディオキットであり、その次が試験用機器だった。音楽に同期して色のついたライトやストロボライトを点滅させる「カラーオルガン」など、1970年代の代表的な製品もあった。ダン・メイヤーは、超低相互変調歪み(IMD)オーディオパワーアンプのシリーズ「タイガース」を開発し、その多くは今日でも使用されている。ドン・ランカスターは、当時の最新技術を使用した十進数読み出しカウンタとデジタル電圧計を開発した。
1975年半ば、ダン・メイヤーは同社のエンジニアの一人であるゲリー・ケイに、MC6800のデザインキットをベースにしたコンピュータの設計を依頼した。このコンピュータは同年11月に初出荷された。1976年6月、SWTPC社はデータ・ストレージ用のAC-30カセット・インターフェイスとPR-40プリンタを発表した。これにより、約1500ドルでコンピュータシステム一式を購入することができるようになった。
初期のホビイスト向けのコンピュータメーカーの多くは、ビジネスの運営方法を知らないエンジニアによって設立され、そのほとんどは1年程度で廃業してしまった。そんな中で、SWTPC社は10年以上にわたってキットビジネスで成功していたため、実際に動作するコンピュータ製品を提供することができた。1977年には、フロッピーディスクシステム、フル機能の端末、多くの周辺機器が追加された。同社のコンピュータのバス構造はSS-50バスと呼ばれ、すぐに他の多くのベンダーが、SS-50用のアドインカードや、このバスを使用したコンピュータを製造するようになった。1979年にSWTPC社はMC6809をベースにした新製品を発表した。同社は1980年代半ばまでコンピュータを製造していた。その頃には、IBM PCがパーソナルコンピュータの世界を支配しており、SWTPC社はPOSシステムにシフトした。